# 石竹亚纲

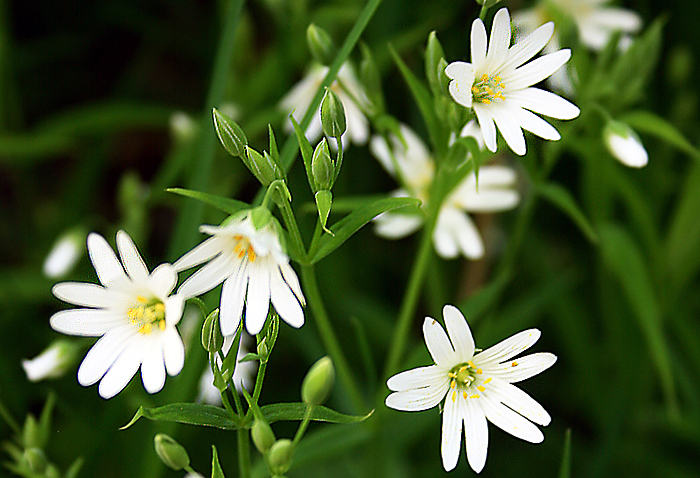

石竹亚纲 （Caryophyllidae）是克朗奎斯特分类法对显花植物分类中采用的一种纲以下、目以上的分类。共包括3个目：
1. 石竹目
2. 蓼目
3. 蓝雪目

在其他分类方法中，可能包括不同的目，但都会包括石竹目。APG II 分类法中没有亚纲一级的分类，这些植物一般都被包括在扩展后的石竹目中，直接放到核心真双子叶植物分支之下。